# Cyanallagma ferenigrum
Cyanallagma ferenigrum – gatunek ważki z rodziny łątkowatych (Coenagrionidae).